# Cratichneumon luteiventris
Cratichneumon luteiventris là một loài tò vò trong họ Ichneumonidae.